# FAW 1011
FAW 1011 — найменший вантажний автомобіль в модельному ряді корпорації FAW.

## Загальні відомості
Вперше автомобіль був представлений в Україні на автомобільній виставці у 2005 році. В період з 2006 по 2008 роки їх було продано понад 100 одиниць.
Найбільшого поширення набула модифікація автомобіля FAW 1011 CARGO з ізотермічним фургоном виготовленим Кременчуцьким автозаводом. Переважно автомобіль застосовується для доставки невеликих партій товарів по торгових точках міст.

## Технічні характеристики
| Загальні розміри (мм): довжина / ширина / висота | 3390/1465/1890                                            |
| Розміри кузова (мм): довжина / ширина / висота   | 2175/1378/325                                             |
| Колісна формула                                  | 4х2                                                       |
| Колісна база                                     | 2040                                                      |
| Колія передня                                    | 1215                                                      |
| Колія задня                                      | 1210                                                      |
| Радіус розвороту, м                              | 6                                                         |
| Тип гуми                                         | 165/70R13                                                 |
| Кабіна                                           | Безкапотна, з одним рядом сидінь розташована над двигуном |
| Кількість місць                                  | 2                                                         |
| Кількість дверей                                 | 2                                                         |
| Повна маса                                       | 1495                                                      |
| Вантажопідйомність, кг                           | До 800                                                    |
| Витрати палива (траса)                           | 6                                                         |
| Витрата палива (місто)                           | 8                                                         |
| Максимальна швидкість, км / год                  | 100                                                       |
| Двигун (модель)                                  | LJ465QE1, відповідає стандартам Євро-2                    |
| Тип двигуна                                      | Бензиновий, з електронним упорскуванням                   |
| Кількість і розташування циліндрів               | 4-х циліндровий, рядний                                   |
| Число клапанів                                   | 8                                                         |
| Робочий об'єм, см³.                              | 970                                                       |
| Тип трансмісії                                   | 4-х ступінчаста, механічна                                |
| Паливний бак, обсяг л.                           | 36                                                        |
| Максимальна потужність, к.с. / кВт               | 48,3 / 35,5                                               |
| Максимальний крутний момент, H-м / об / хв       | 74 (3000-3500)                                            |
| Підвіска передня / задня                         | Незалежна пружинна / залежна ресорна                      |
| Гальмові механізми: передні / задні              | Дискові / барабанні                                       |
| Робоча гальмівна система                         | Гідравлічна, 2-х контурна                                 |
| Робоча напруга, В                                | 12                                                        |